# Mauléon-Barousse
Mauléon-Barousse (gaskognisch Maulion (de Varossa)) ist eine französische Gemeinde mit 103 Einwohnern (Stand 1. Januar 2022) im Département Hautes-Pyrénées in der Region Okzitanien; sie gehört zum Arrondissement Bagnères-de-Bigorre und zum Gemeindeverband Neste Barousse. Seine Bewohner nennen sich Mauléonnais/Mauléonnaises.

## Geografie
Mauléon-Barousse liegt rund 50 Kilometer südöstlich der Stadt Tarbes an der Grenze zum Département Haute-Garonne. Die Gemeinde besteht aus dem Dorf Mauléon-Barousse, einigen Häusergruppen sowie wenigen Einzelgehöften. Weite Teile der Gemeinde sind Bergland und bewaldet. Hier vereinigen sich L’Ourse de Ferrère und L’Ourse de Sost zum Fluss Ourse. Der höchste Punkt der Gemeinde ist der Soum d’Olives im Südosten der Gemeinde. Die Gemeinde liegt an den Straßen D 925 und D 924, nur wenige Kilometer westlich der N125.

## Geschichte
Im Jahr 1120 wurde ein Freiherr (Baron) Bernard de Mauléon-Soule erwähnt. Er gilt als Gründer der Ortschaft. Der Ort wird indirekt (de Mauleon) namentlich erstmals im Jahr 1184 im Kopialbuch von Berdoues erwähnt. Im Mittelalter lag Mauléon-Barousse innerhalb der Grafschaft Barousse in der Region Armagnac, die ein Teil der Provinz Gascogne war. Der Ort war das Zentrum und der Verwaltungssitz der Barousse. Die Gemeinde gehörte von 1793 bis 1801 zum District La Barthe. Zudem war Mauléon-Barousse von 1793 bis 2015 Hauptort des inzwischen aufgelösten Kantons Mauléon-Barousse. Die Gemeinde ist seit 1801 dem Arrondissement Bagnères-de-Bigorre zugeteilt.

## Bevölkerungsentwicklung
| Jahr                       | 1962 | 1968 | 1975 | 1982 | 1990 | 1999 | 2006 | 2014 | 2020 |
| Einwohner                  | 245  | 250  | 246  | 177  | 130  | 138  | 121  | 112  | 98   |
| Quellen: Cassini und INSEE |      |      |      |      |      |      |      |      |      |

## Sehenswürdigkeiten
- Château de Mauléon-Barousse, Schloss aus dem 11.–14. Jahrhundert (Privatbesitz)
- Manoir de Dutrey, Herrenhaus aus dem Jahr 1747
- Kirche Saint-Laurent aus dem 18. Jahrhundert
- Kapelle Saint-Blaise
- alte Fachwerkhäuser
- Dorfbrunnen Source des Pradettes
- Denkmal für die Gefallenen[1]
- Wasserfall Cascade de Serviassa
- Museum La Maison des sources (Haus der Quellen); Thema Wasser[2]

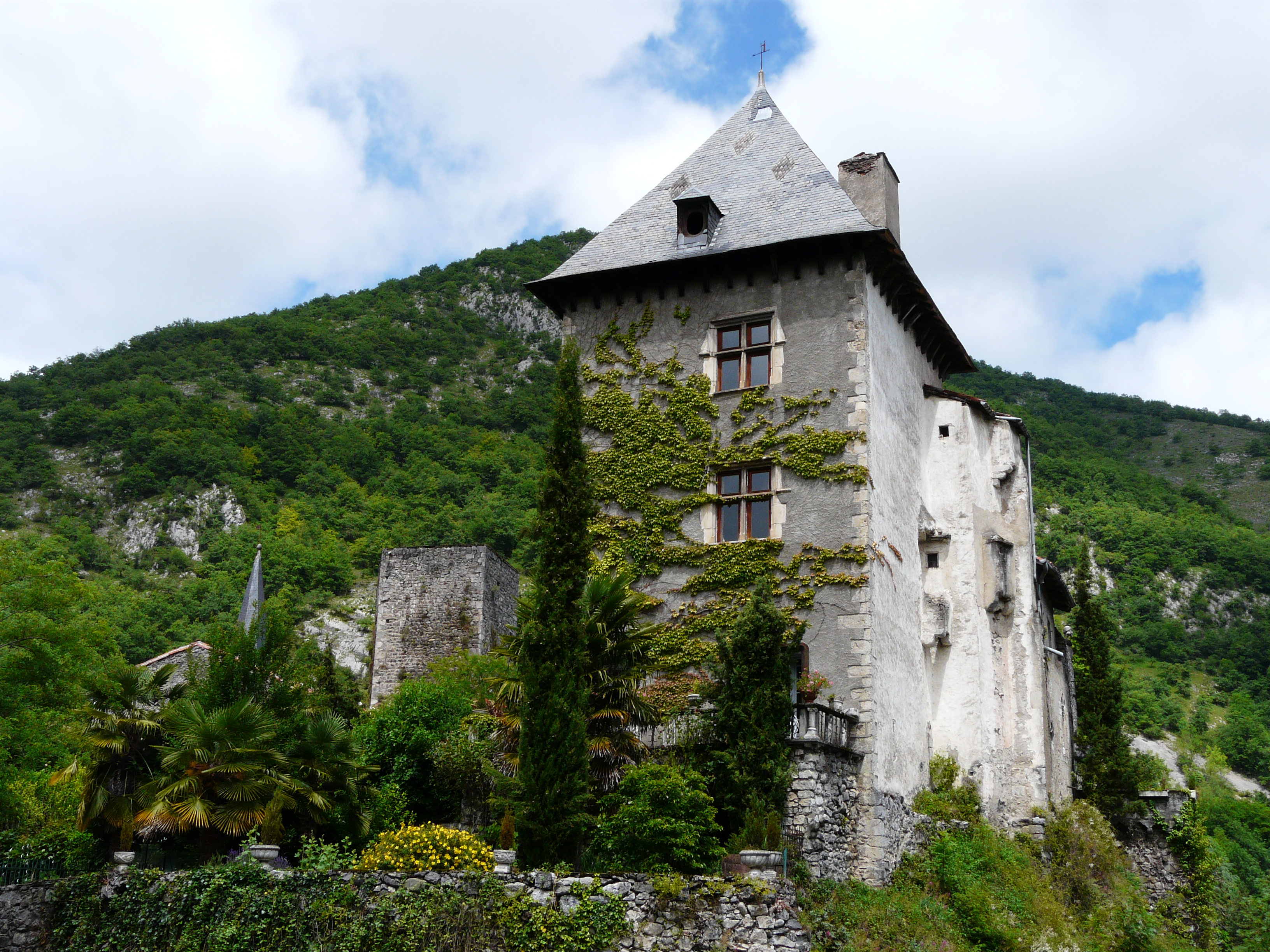
Schloss Château de Mauléon-Barousse
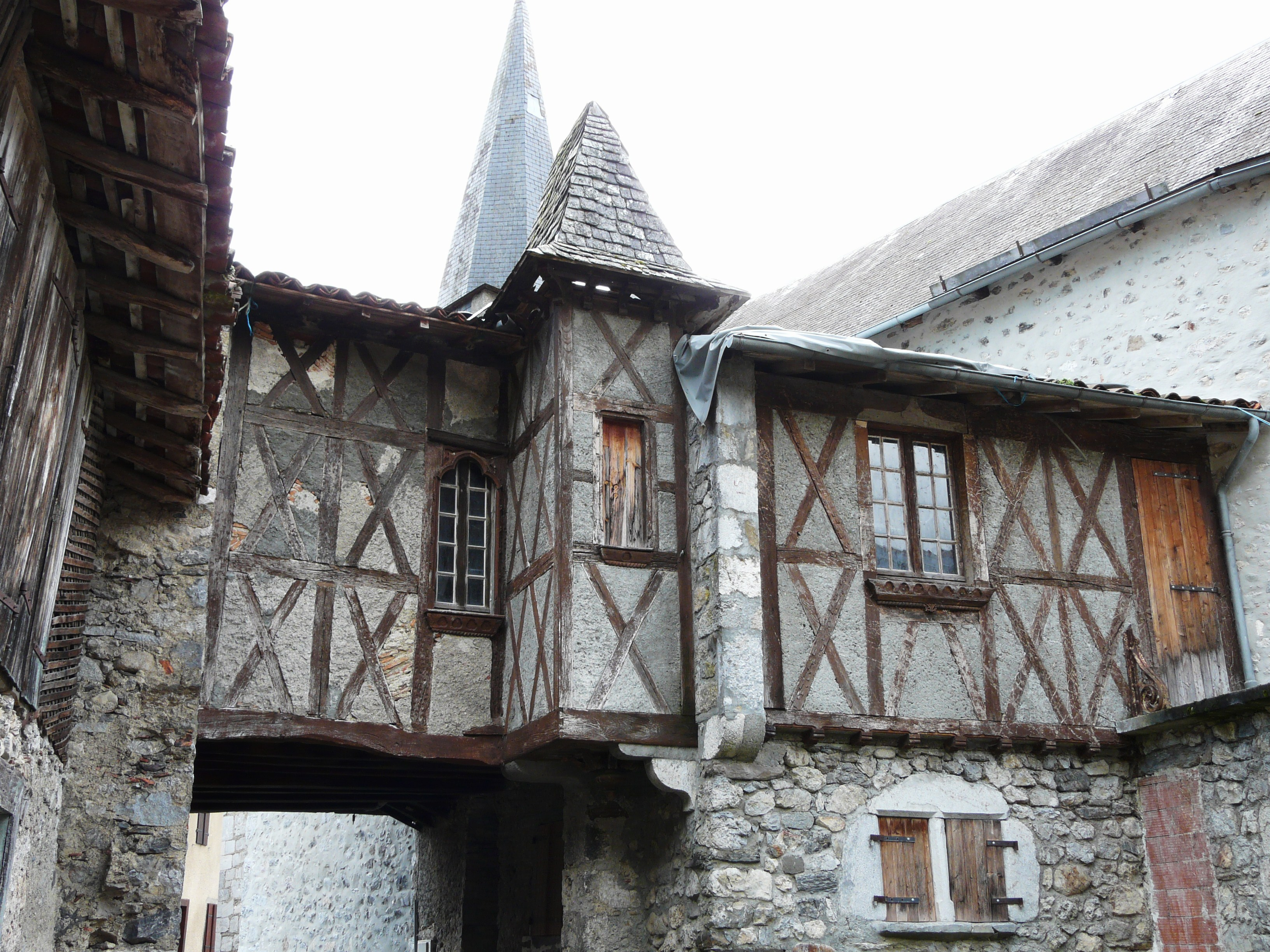
Altes Fachwerkhaus
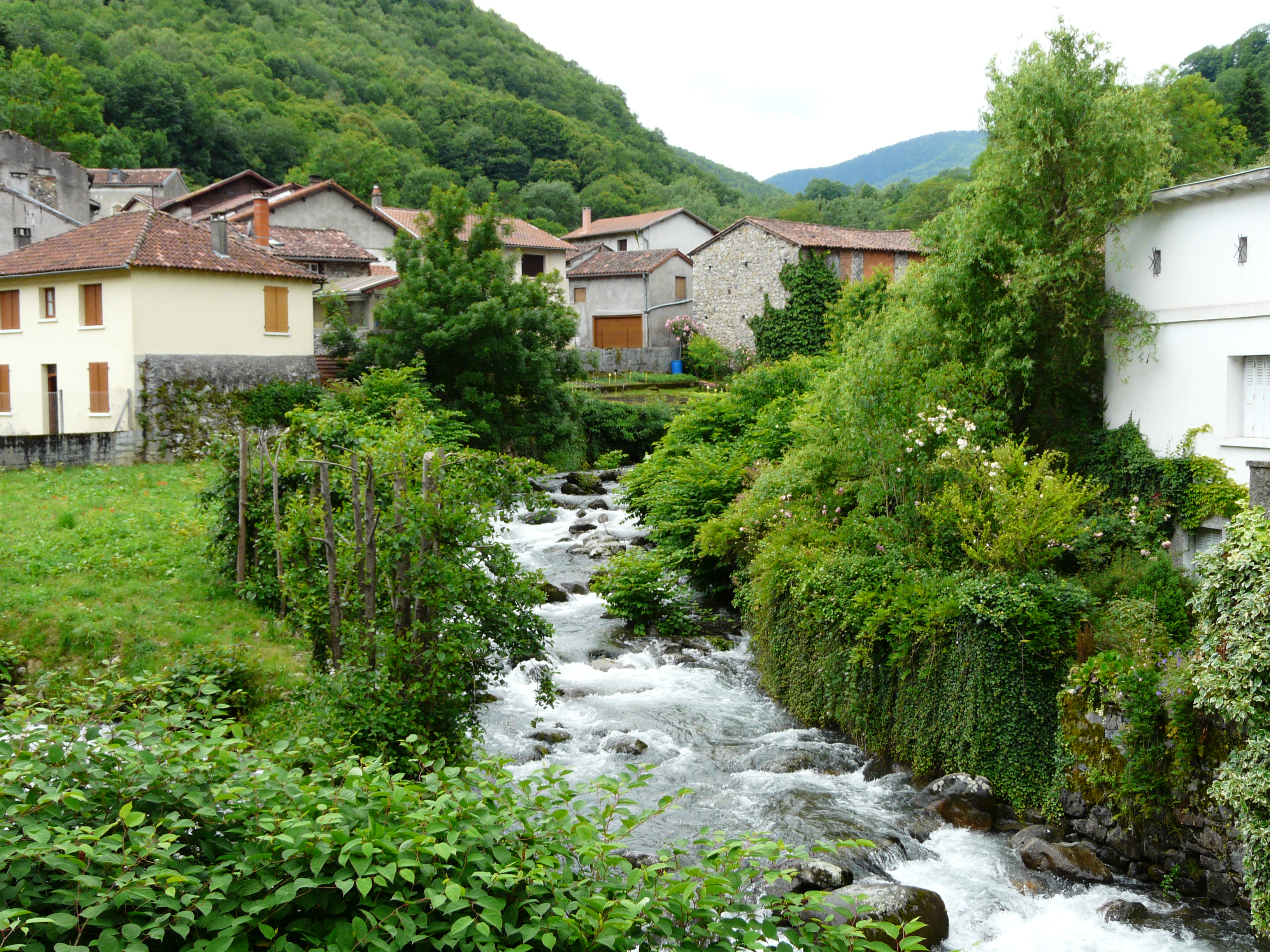
L’Ourse de Ferrère und Mauléon-Barousse
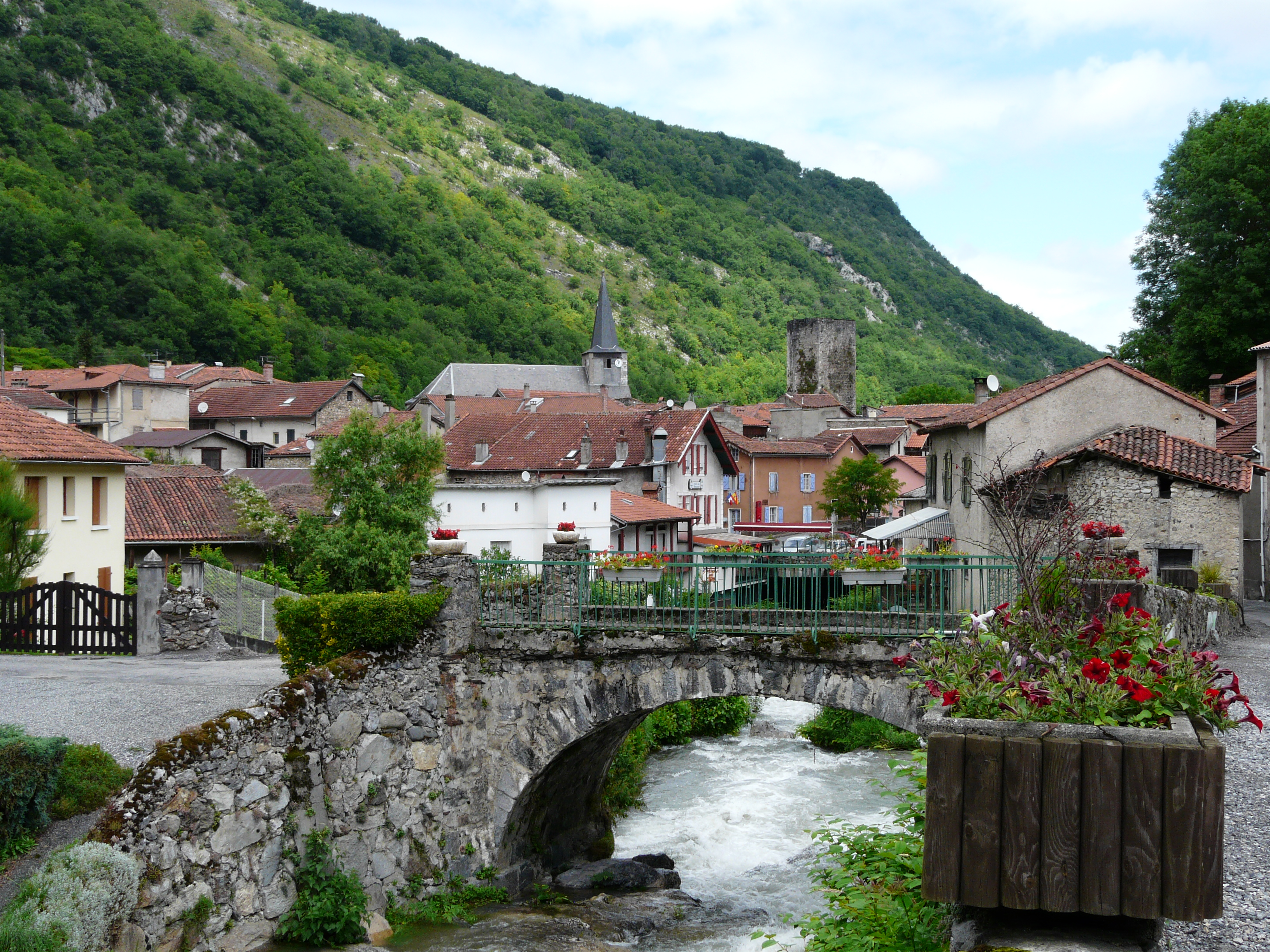
L’Ourse de Sost und Mauléon-Barousse
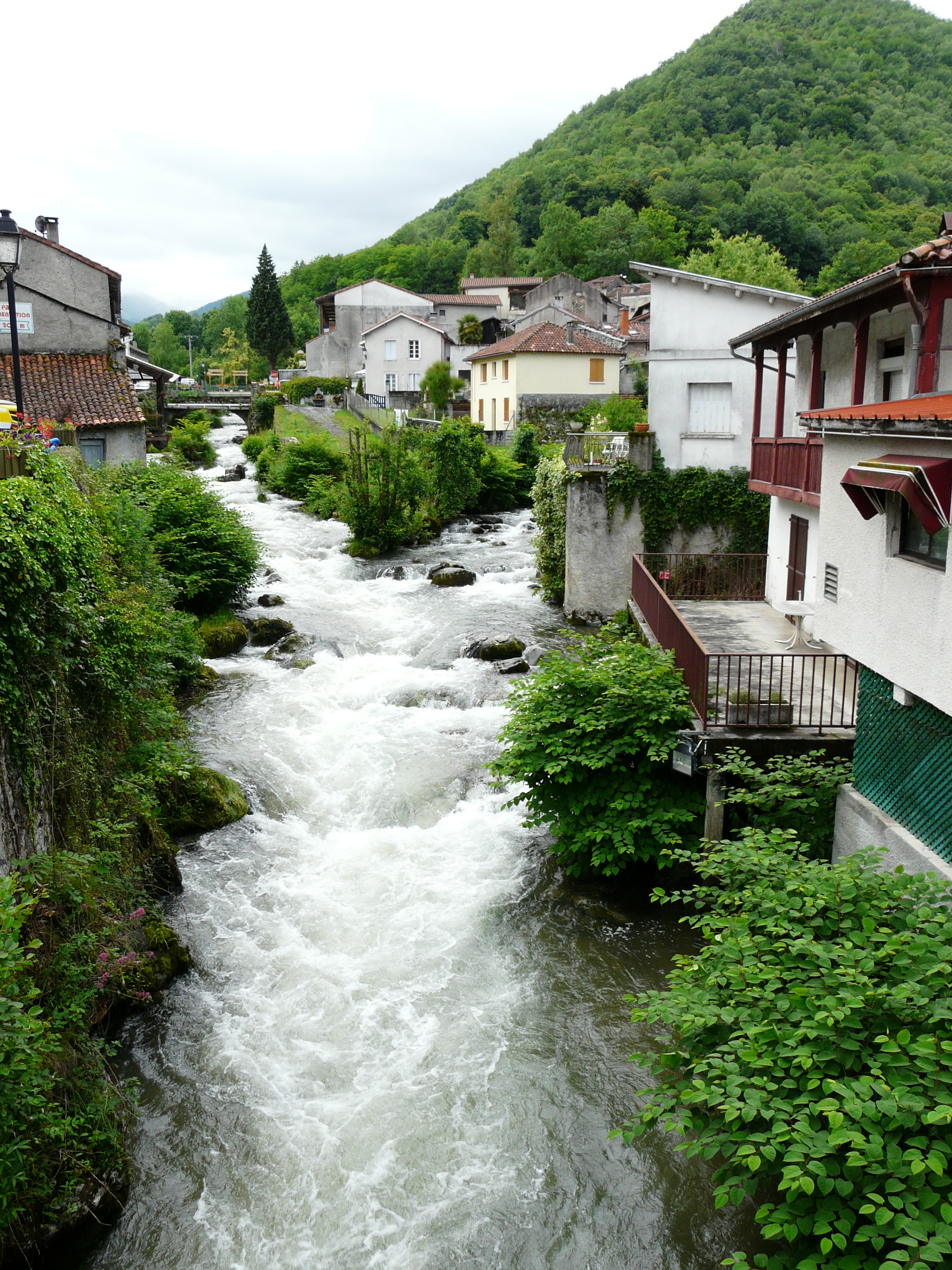
Vereinigung von L’Ourse de Sost (links) und L’Ourse de Ferrère zur Ourse
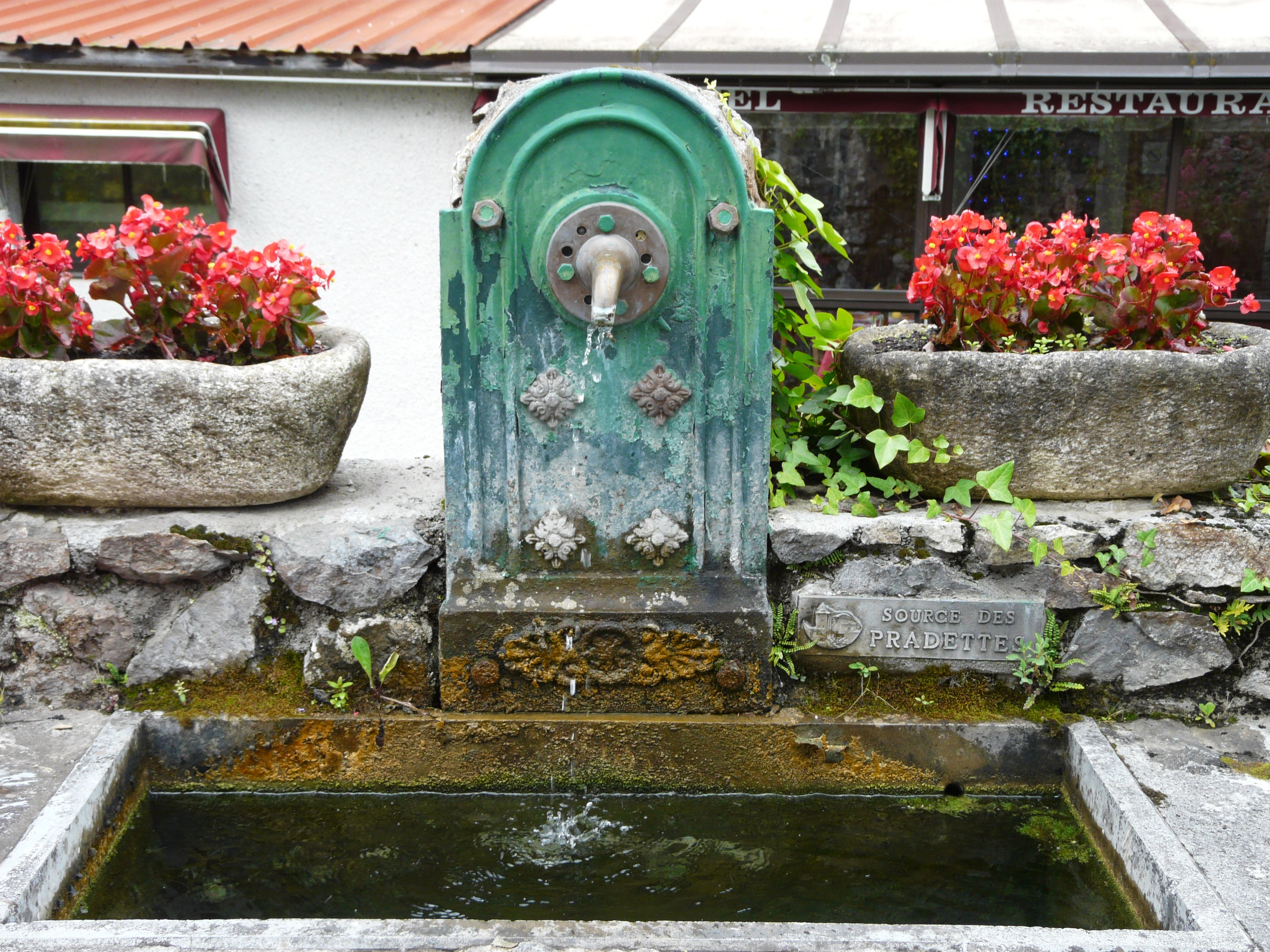
Dorfbrunnen Source des Pradettes
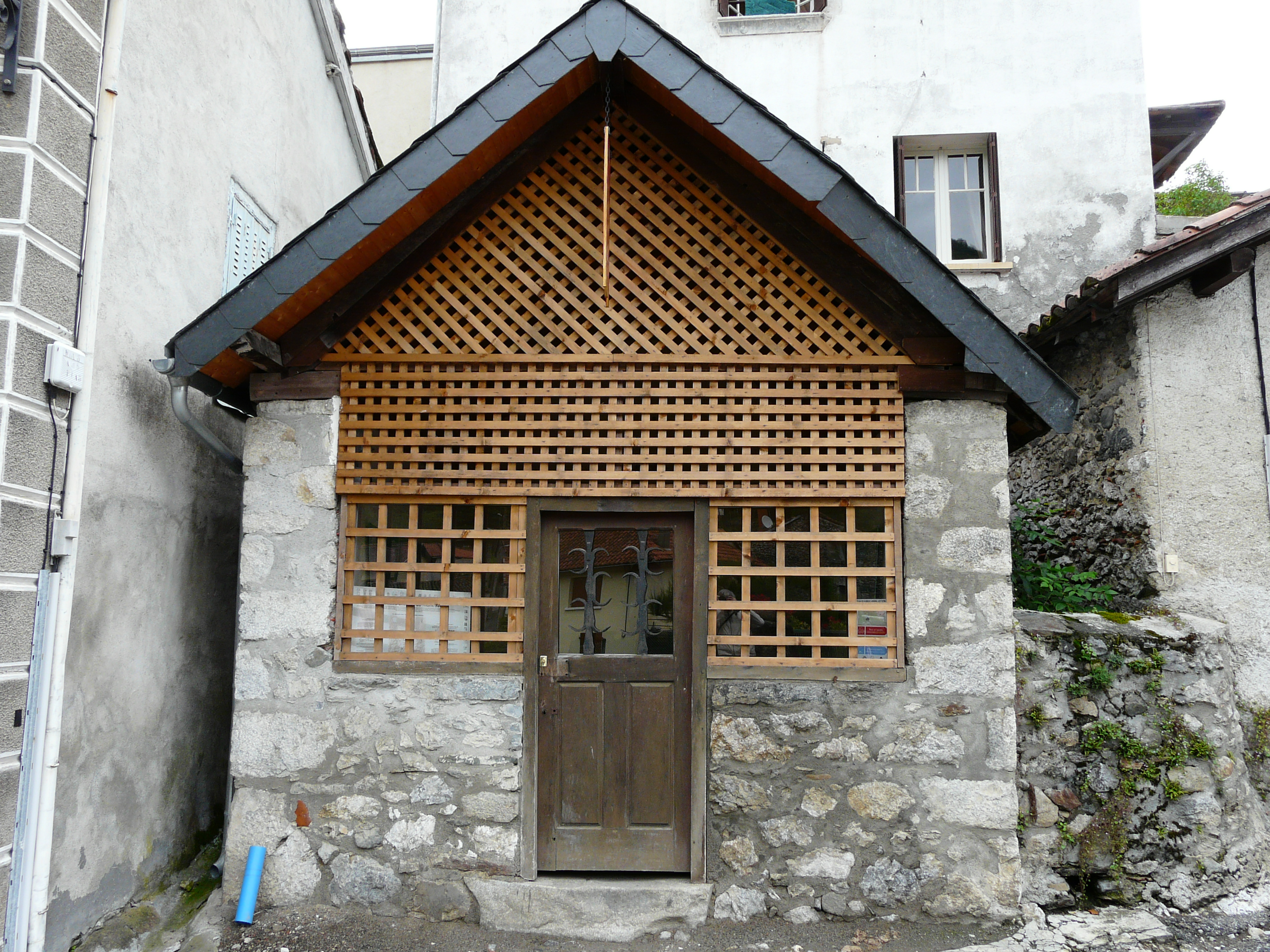
Kapelle Saint-Blaise
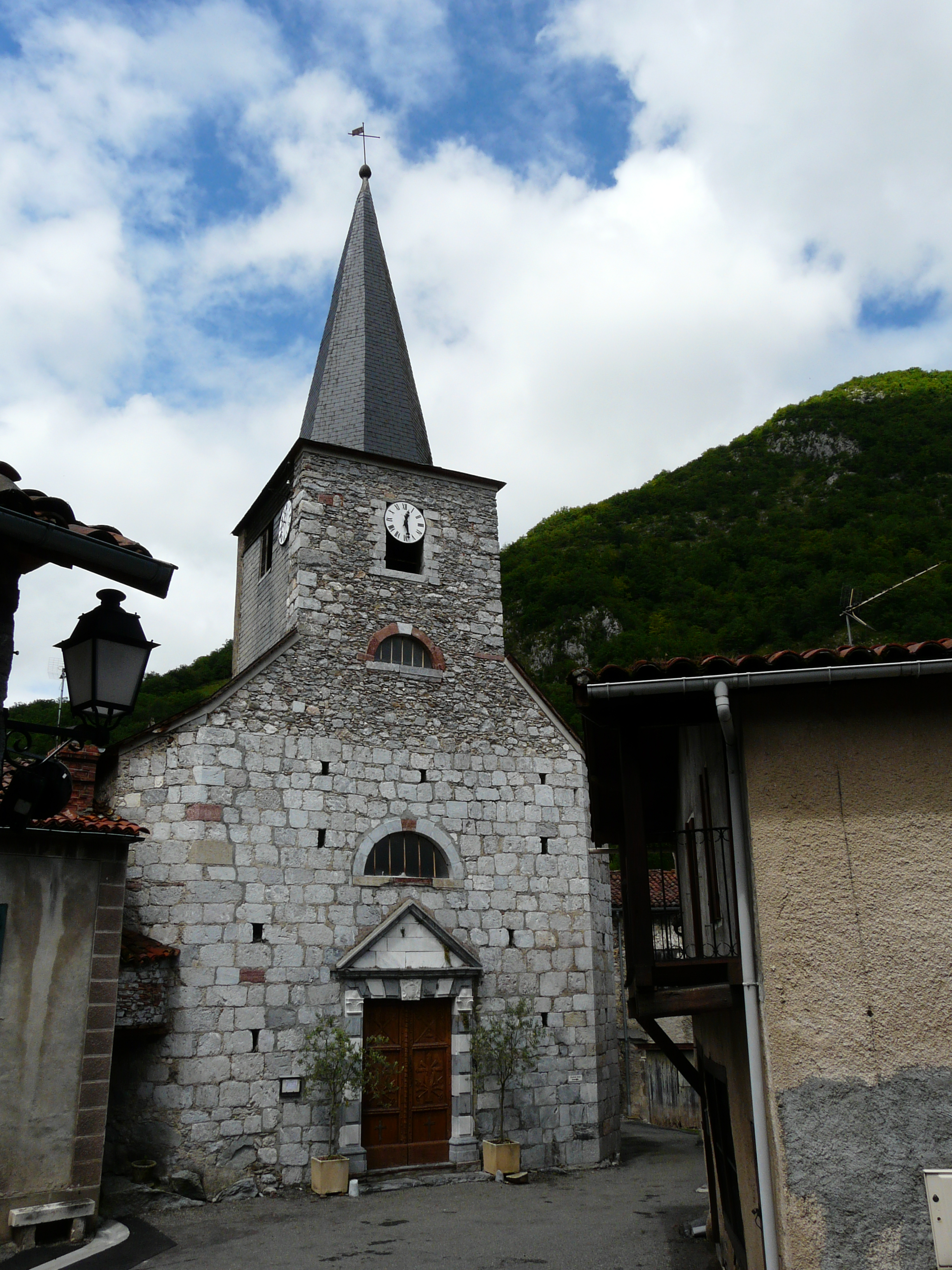
Dorfkirche Saint-Laurent

## Persönlichkeit
- Gaston Manent (1884–1964), Politiker